# Antonín Bennewitz
Antonín Bennewitz (né Benevic, le 26 mars 1833 à Přívrat (Bohême) – décédé le 29 mai 1926 à Doksy)  est un violoniste, chef d'orchestre et pédagogue tchécoslovaque.

## Biographie
Il est né à Přívrat, Bohême sous le nom d'Antonín Benevic, mais ce nom le plus souvent germanisé en Bennewitz. Il a étudié avec Moritz Mildner (Мильднер, Мориц) (Mořic Mildner: 1812-1865) au Conservatoire de Prague de 1846 à 1852. Il a travaillé à Prague (où il a été engagé comme premier violon au Théâtre d'État (1852-1861)), Salzbourg et Stuttgart. En 1859, il a aussi joué à Paris et Bruxelles. C'est durant cette période que le 3 décembre 1855, il a participé à la première exécution du Trio avec piano en sol mineur, Op. 15 de Bedřich Smetana, à Prague, avec Smetana en personne au piano et Julius Goltermann comme violoncelliste. En 1866, il est devenu professeur de violon à Prague. En 1876, il a succédé à Mildner comme leader du quatuor de Friedrich Pixis (Bedřich Vilém Pixis), qui est devenu le quatuor Bennewitz. Il est devenu directeur du Conservatoire de Prague en 1882, poste qu'il a occupé jusqu'en 1901, quand Antonín Dvořák a pris sa suite. Il a fait partie des fondateurs du Kammermusikverein, dont les idéaux nationalistes ont poussé Smetana à écrire son Quatuor à cordes en mi mineur « de ma vie ».

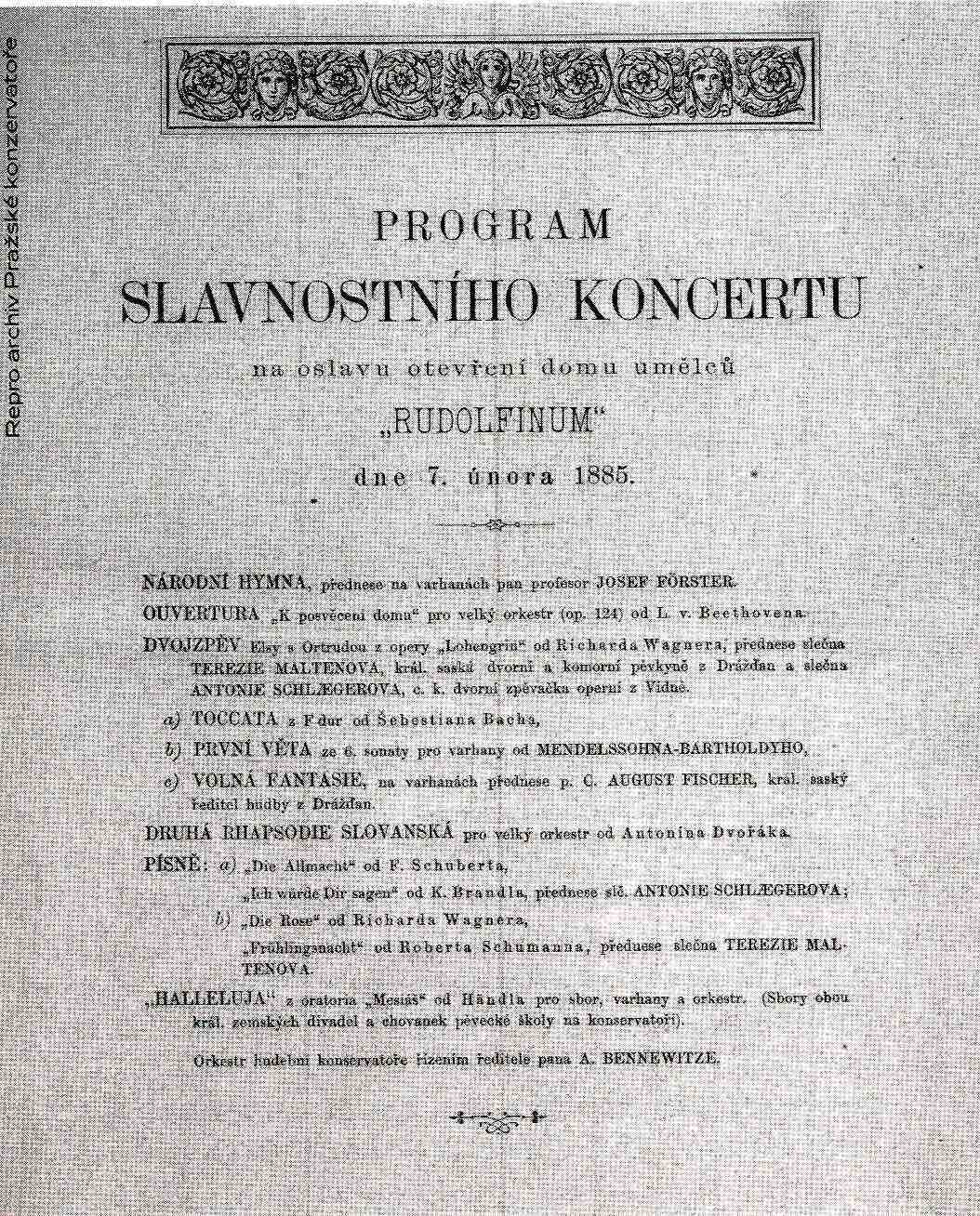
Programme du concert donné pour l'ouverture du Rudolfinum à Prague, sous la direction d'Antonín Bennewitz.

Les élèves de Bennewitz ont contribué à rendre mondialement connue l'école de violon de Prague. On y trouve František Ondříček (qui a créé le concerto pour violon de Dvořák), Karel Halíř (qui a créé la version révisée du concerto pour violon de Sibelius), Otakar Ševčík, Franz Lehár, et trois membres du quatuor de Bohême (plus tard connu comme le Quatuor tchèque) - Karel Hoffmann et Josef Suk (violonistes), et Oskar Nedbal (altiste).
Le 25 février 1895, il a dirigé avec un grand succès la première interprétation complète de la Sérénade pour cordes en mi bémol, Op. 6 de Josef Suk, avec l'Orchestre du Conservatoire de Prague (deux des mouvements avaient été joués 14 mois avant, sous la direction de Suk lui-même). Le 3 juin 1896, au Conservatoire de Prague, Bennewitz a dirigé la première interprétation (semi-publique) des poèmes symphoniques de Dvořák La Sorcière de midi, L'Ondin et Le Rouet d'or.
En 1998, un nouveau Quatuor Bennewitz, appelé ainsi en l'honneur d'Antonín Bennewitz, a été fondé à Prague.

## Source de la traduction
- (en) Cet article est partiellement ou en totalité issu de l’article de Wikipédia en anglais intitulé « Antonín Bennewitz » (voir la liste des auteurs).